# Nord-Aurdal
Nord-Aurdal este o comună din provincia Innlandet, Norvegia.
Are o suprafață de 906,48 km². Populația este de 6.401 locuitori, determinată în 1 ianuarie 2023, prin Folkeregisteret[*].